# Rana japonica
Rana japonica – gatunek płaza bezogonowego z rodziny żabowatych (Ranidae), występujący w Japonii. Cechuje się czerwonawobrązowym ubarwieniem i dorasta do 5,4 cm. Zasiedla głównie tereny nizinne, żywi się drobnymi bezkręgowcami. Do godów przystępuje najwcześniej ze wszystkich japońskich płazów bezogonowych – już w styczniu. Rana japonica jest także pierwszym gatunkiem czworonogich, dla którego został stworzony mutant charakteryzujący się przezroczystą skórą.

## Wygląd
Żaba ta ma smukłe ciało z długą, wąską głową. Samice osiągają długość 5,4 cm, a samce 4,8 cm. Ciało ma zazwyczaj czerwonawobrązowy kolor z rzadko rozsianymi, czarnymi paskami na kończynach i bokach ciała. Czarne paski obecne są również w okolicach błony bębenkowej, która u płazów bezogonowych leży na powierzchni głowy zaraz za okiem. Skóra grzbietu jest gładka z wyjątkiem dwóch dobrze widocznych fałd grzbietowo-bocznych. Obecne błony pławne. Podczas okresu godowego u samców rozwijają się żółtawobrązowe modzele godowe.

## Zasięg występowania i siedliska
R. japonica występuje w Japonii, gdzie spotkać ją można na wyspach Honsiu, Kiusiu i Sikoku oraz na mniejszych wyspach, takich jak Wyspy Oki czy Iki. Była także podawana z południowych Chin, ale stwierdzenia te zostały odrzucone jako dotyczące innego gatunku. Zasiedla głównie niziny i zbocza gór. Jest spotykana do wysokości 830 m n.p.m.

## Pożywienie
Żywi się drobnymi bezkręgowcami, takimi jak pająki, muchówki oraz chrząszcze.

## Rozmnażanie i rozwój
Okres godowy trwa od stycznia do marca – najwcześniej ze wszystkich japońskich płazów bezogonowych. Sporadycznie dochodzi do krzyżówek z Rana ornativentris. Skrzek składany jest w płytkich wodach, np. na bagnach czy polach ryżowych z wodą o temperaturze 5–10 °C. Jaja składane są na dnie zbiornika wodnego w liczbie od 500 do 3000. Metamorfoza następuje między majem i czerwcem. Połowa nowo wyklutych żabek dojrzałość płciową osiąga w październiku tego samego roku, a reszta w następnym roku.

## Zastosowania

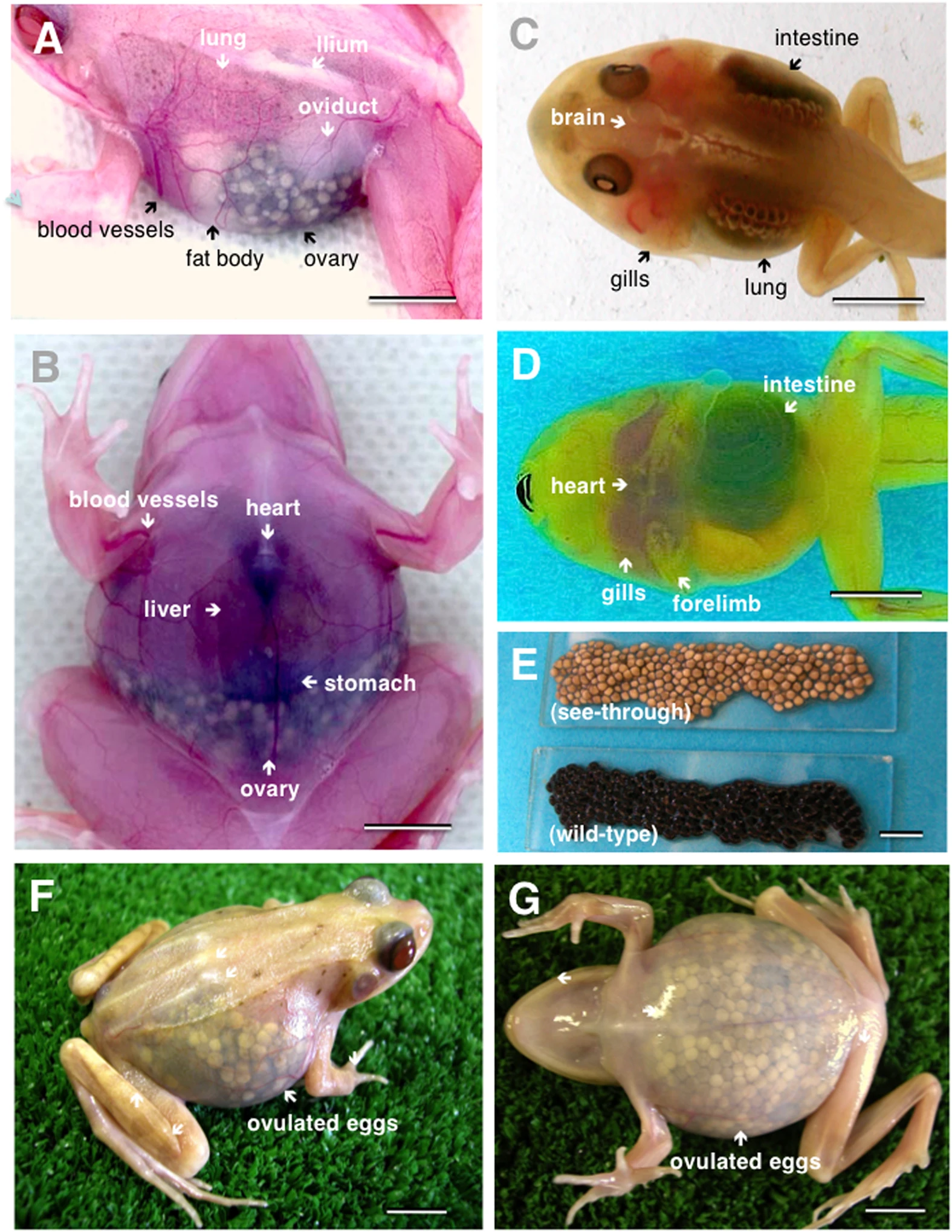
Organy wewnętrzne mutanta R. japonica charakteryzującego się przezroczystą skórą

Sumida et al. stworzyli odmianę R. japonica charakteryzującą się prześwitującą skórą poprzez krzyżówkę oraz kojarzenie krewniacze potomstwa dwóch zmutowanych linii z allelami recesywnymi odpowiedzialnymi za występowanie szarych oraz czarnych oczu. Był to pierwszy przezroczysty mutant gatunku czworonogów stworzony w laboratorium. Mutanty te charakteryzują się niską liczbą chromatoforów w skórze, dzięki czemu jest ona przezroczysta, co pozwala na obserwację wzrostu narządów, karcynogenezy i następującego rozwoju nowotworu.